# 阿图瓦地区欧比尼
阿图瓦地区欧比尼（法語：Aubigny-en-Artois，法語發音：[obiɲi ɑ̃.n‿aʁtwa]），法国北部市镇，位于上法兰西大区加来海峡省，隶属于阿拉斯区，其市镇面积为6.27平方公里，2022年1月1日时人口数量为1,484人，在法国城市中排名第7,114位。
阿图瓦地区欧比尼位于加来海峡省南部，斯卡尔普河畔，是一个区域性的中心市镇，多条公路在此交汇。

## 地名来源
“Aubigny”一名可能出自人名克洛狄乌斯·阿尔比努斯（Albinus）。“-en-Artois”这一后缀自1801年起成为当地官方名称的一部分。
此外，因翻译标准不同，“Aubigny-en-Artois”在部分汉语资料中被译为欧比尼昂纳图瓦。

## 历史
阿图瓦地区欧比尼的早期尚不清楚。公元7世纪时，来自爱尔兰的传教士基利安在此修建小教堂，其逝世后被安葬于此。中世纪中后期，欧比尼长期为阿图瓦行省的一部分。法国大革命后，欧比尼成为加来海峡省的一个市镇。工业革命期间，途径阿图瓦地区欧比尼的阿拉斯－泰努瓦斯河畔圣波勒铁路建成通车。20世纪末，阿图瓦地区欧比尼人口数量略有增加。

## 地理

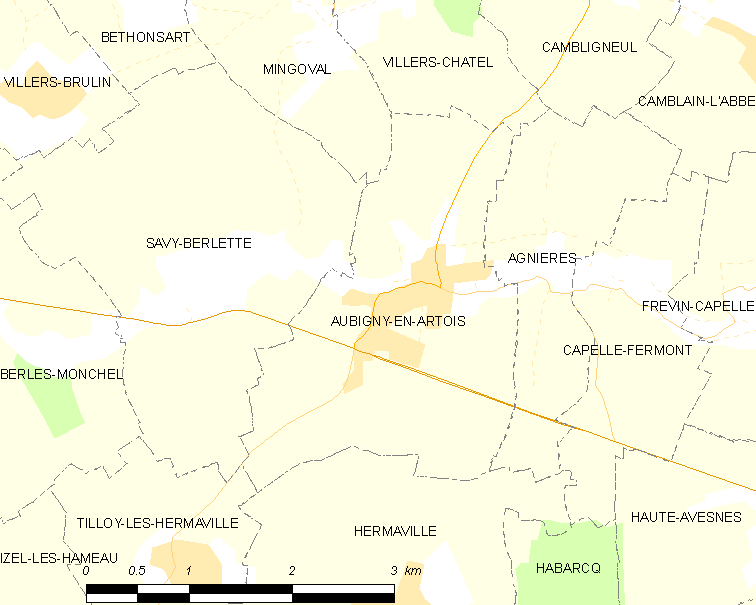
阿图瓦地区欧比尼市镇范围地图

阿图瓦地区欧比尼位于法国北部，上法兰西大区北部和加来海峡省中部，距离省会阿拉斯大约16公里。与阿图瓦地区欧比尼接壤的市镇包括：曼戈瓦勒、维莱沙泰勒、萨维贝尔莱特、蒂卢瓦莱埃尔马维尔、埃尔马维尔和阿尼耶尔。

### 地形
阿图瓦地区欧比尼位于北部-加来海峡平原西南部，阿图瓦地区腹地，境内以平原为主，市镇中心地势较为平坦，全境海拔在87到144米之间。

### 水文
斯卡尔普河自西向东流经阿图瓦地区欧比尼镇中心，该河在阿图瓦地区欧比尼境内水量较小，部分河段被人工建筑物覆盖。

### 植被
阿图瓦地区欧比尼属于温带阔叶混交林区，林地散落分布于市镇范围内的多个街区。
在鲜花城市的评比中，阿图瓦地区欧比尼被评为2星级鲜花城市。

### 气候
阿图瓦地区欧比尼在柯本气候分类法中属于温带海洋性气候。

## 行政区划
阿图瓦地区欧比尼的市镇编号为62045，邮政编号为62690。
在行政管理方面，阿图瓦地区欧比尼隶属于法国上法兰西大区加来海峡省阿拉斯区；在地方选举方面，阿图瓦地区欧比尼隶属于阿韦讷勒孔特县，其市镇范围全境被划入加来海峡省第一选区；在社会管理方面，阿图瓦地区欧比尼是阿图瓦乡村市镇公共社区的组成部分。
截至2023年5月，阿图瓦地区欧比尼市镇范围内暂无城市敏感街区及城市政策优先街区。
法国国家统计与经济研究所（简称）在进行数据统计时，将阿图瓦地区欧比尼及相邻的另外3个市镇设为阿图瓦地区欧比尼城市核心区（Unité urbaine d'Aubigny-en-Artois）（2020年扩充至共6个），未将阿图瓦地区欧比尼划入任何城市区（Aire urbaine）。自2020年起，阿图瓦地区欧比尼城市区被划入包含163个市镇的阿拉斯城市辐射区。此外，还将阿图瓦地区欧比尼市镇整体看作一个“块区”（IRIS），以便于统计人口分布情况。

## 交通

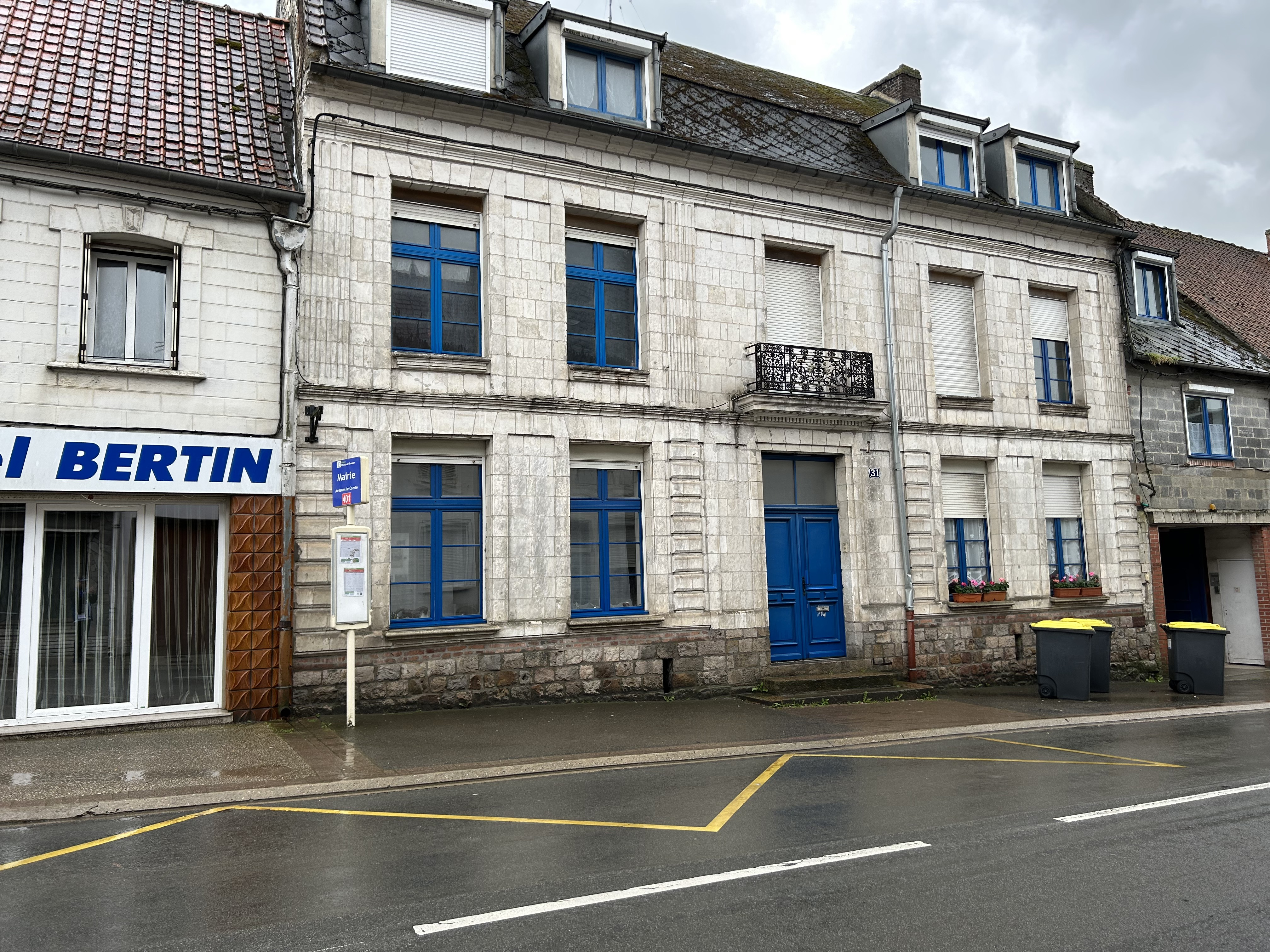
“市政厅”巴士车站

### 公路
加来海峡省省道D74线、D75线、D939线在阿图瓦地区欧比尼境内交汇。上法兰西大区下属的城际客运提供校车巴士线路，可前往周边部分市镇。
2019年，80.7%的阿图瓦地区欧比尼家庭拥有至少一辆私人汽车。2019年，阿图瓦地区欧比尼境内共发生各类交通事故1起，造成7人受伤。
| 7 | 20 |

| 阿拉斯 | 16 |

| 贝蒂讷 | 24 |

| 圣波勒 | 21 |

### 铁路
阿图瓦地区欧比尼位于阿拉斯－泰努瓦斯河畔圣波勒铁路上。阿图瓦地区欧比尼站位于市区北部，停靠往返于阿拉斯和滨海布洛涅一线的区域列车。

### 航空
距离阿图瓦地区欧比尼最近的民用航空站为60公里外的里尔机场。

### 城市公共交通
截至2023年5月，阿图瓦地区欧比尼暂无城市公共交通系统。

## 政治
阿图瓦地区欧比尼的现任市长为让-米歇尔·德萨伊先生（Jean-Michel DESAILLY），他是一名无党派人士，在2020年的市政选举中获得了100.00%的支持率（无其他候选人）。
在2022年的法国总统大选中，法国极右翼政党国民阵线主席玛丽娜·勒庞在阿图瓦地区欧比尼获得了55.29%的支持率。

## 人口
2019年，阿图瓦地区欧比尼市镇人口数量为1,472，在法国排名第7,114位。其中男性677人，女性795人，75岁及以上人口占8.6%，外籍人口数量为8人，人口密度为235人/平方公里，当地居民被称为（男性）或（女性）。2020年，阿图瓦地区欧比尼境内出生10人，死亡人口32人。
| 阿图瓦地区欧比尼1901年－2020年人口变化情况 |
|                                            |
| 数据来源：Cassini、INSEE                   |

## 经济

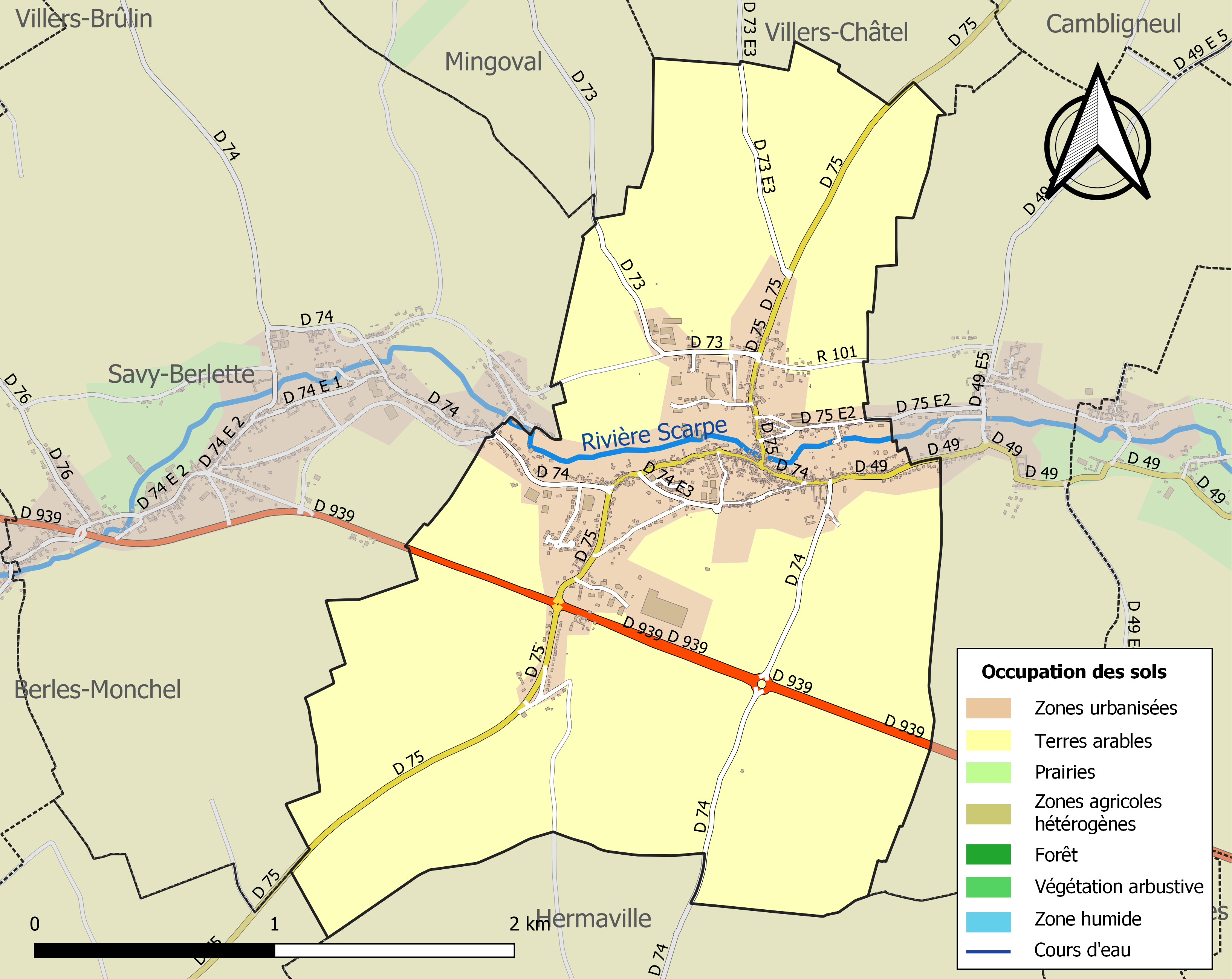
阿图瓦地区欧比尼土地利用情况地图

阿图瓦地区欧比尼是一个区域性的中心市镇。截止2023年5月，阿图瓦地区欧比尼市镇范围内共有各类用人单位（包含自雇）221家，平均历史为19年，其中98.5%为中小型企业（PME），2023年3月至5月间，当地的经济活力指数为0。（财会）、（农具销售）及（活禽销售）是当地2021年营业额最高的三个企业，分别为551,000欧元、529,343欧元和455,111欧元。

## 财政与居民收入
2021年，阿图瓦地区欧比尼的财政收入总额为1,526,180欧元，财政支出总额为1,094,570欧元，当年的债务总额为623,370欧元。2021年，阿图瓦地区欧比尼市镇通过增值税获得39,470欧元的收入，此外当地还共获得了168,100欧元的国家直接财政补助。
2020年，阿图瓦地区欧比尼的人均月收入总额为2,335欧元，高于法国平均水平（2,303欧元）。
2019年，阿图瓦地区欧比尼境内的青壮年（15至64岁）失业率为10.1%；当地42.9%的家庭拥有纳税资格，平均纳税3,476欧元，低于法国平均水平（3,910欧元）。

## 社会事务

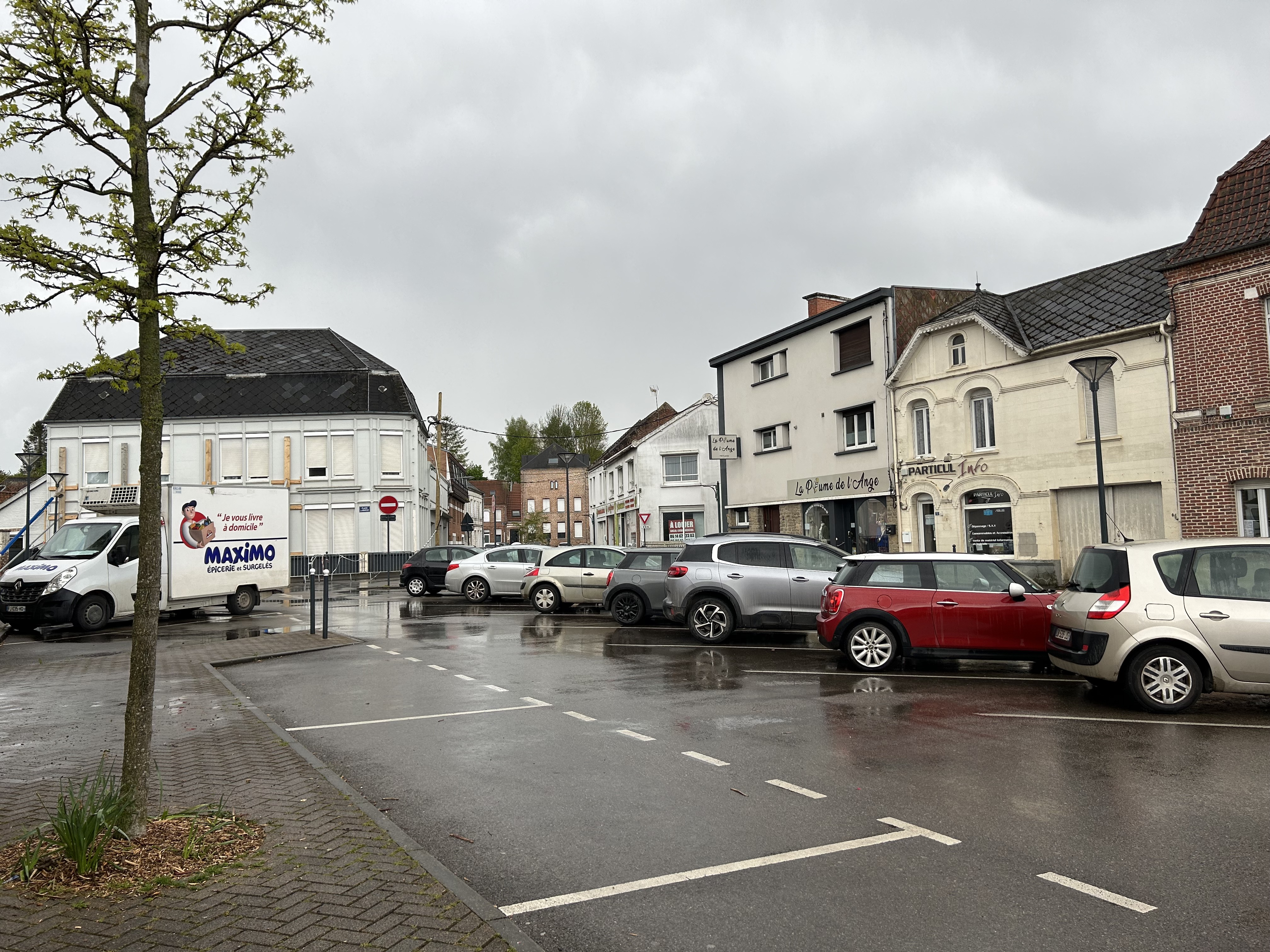
集市广场

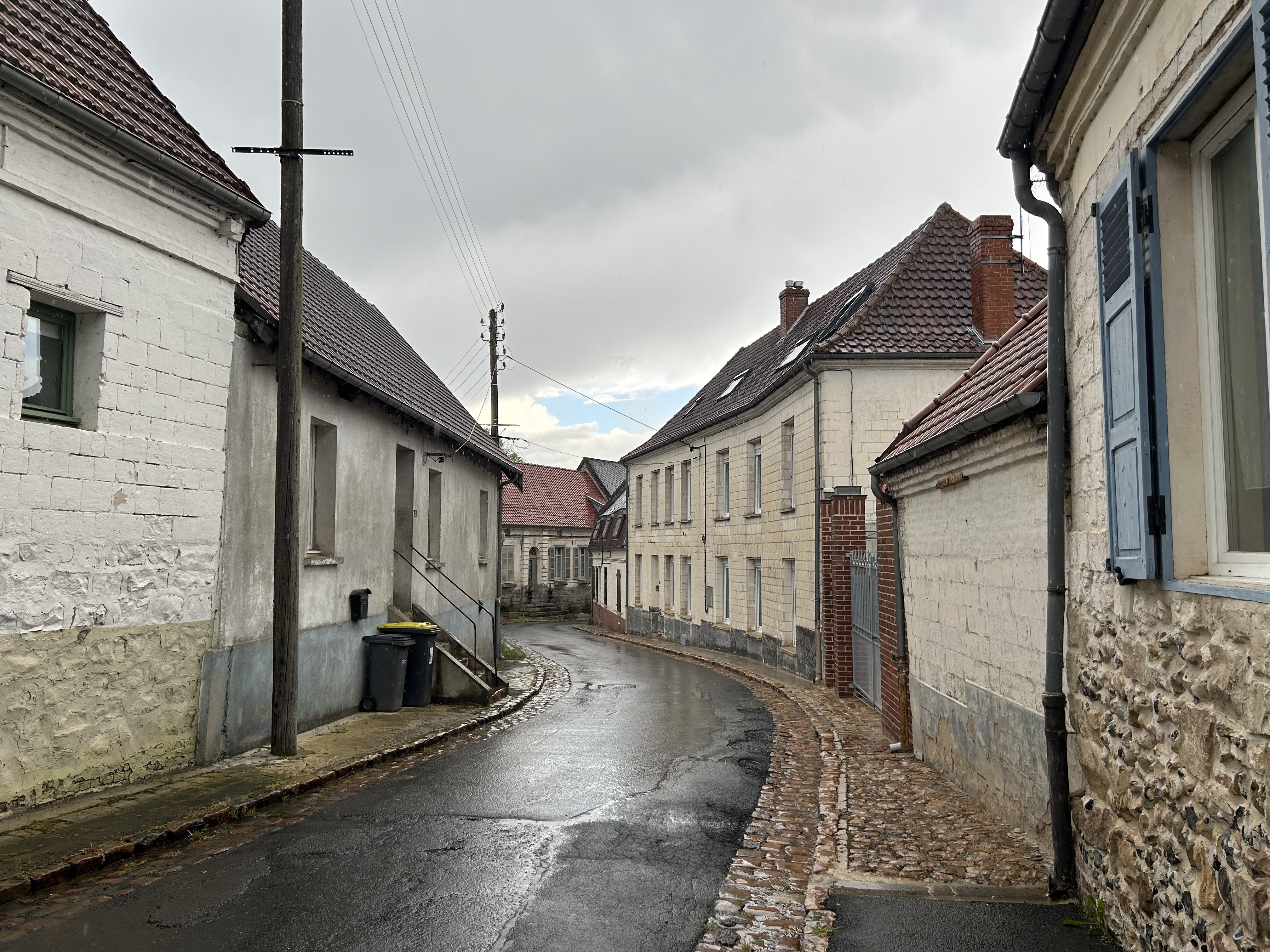
热恩·巴尔博街

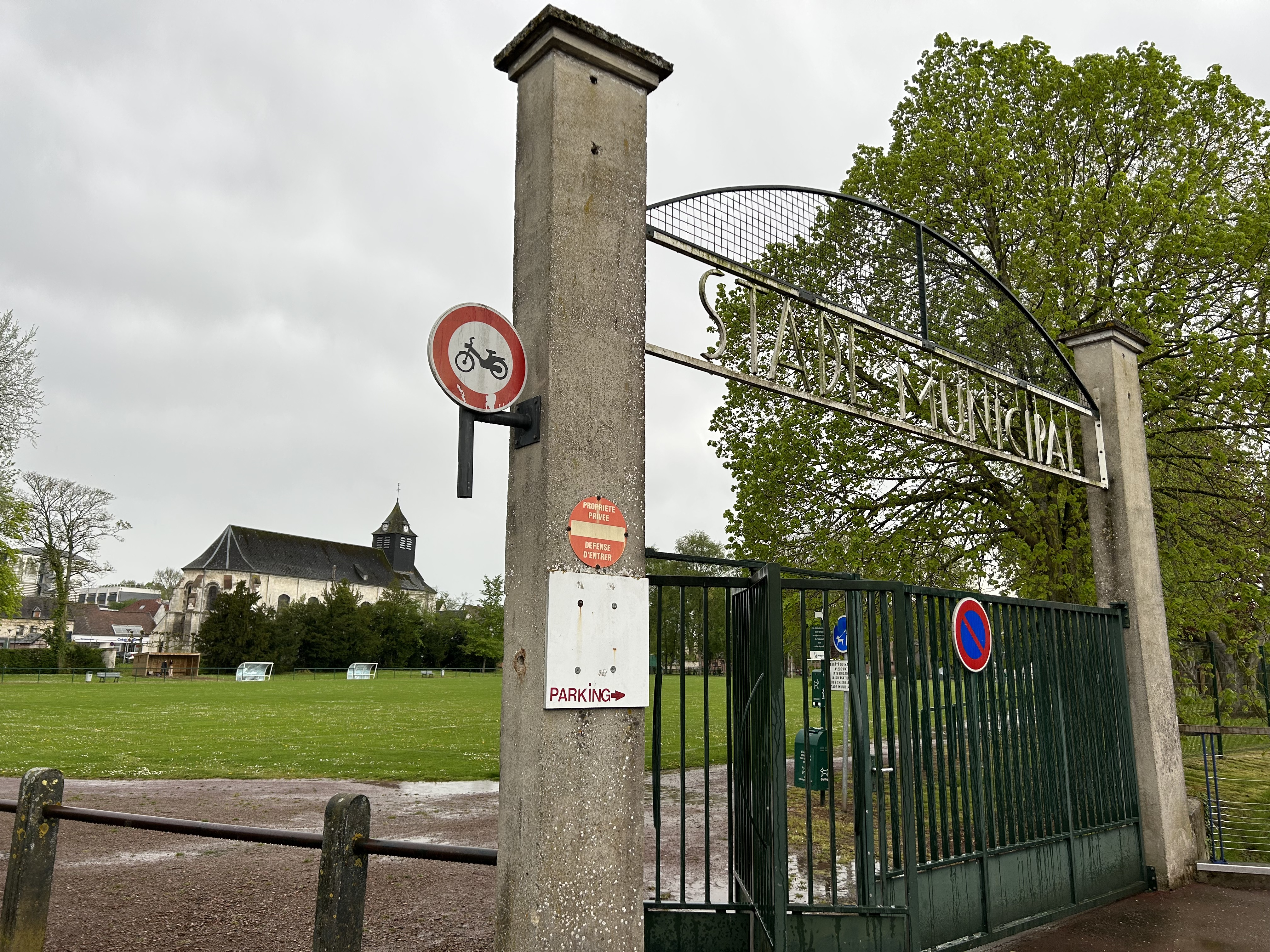
市政球场

### 教育
阿图瓦地区欧比尼属于里尔学区。截止2021年1月1日，阿图瓦地区欧比尼境内共有1所小学和1所初级中学。2021至2022学年度，阿图瓦地区欧比尼境内共有在校中等教育阶段学生569名。

### 医疗
截止2021年1月1日，阿图瓦地区欧比尼境内共有全科医生5名、保健师7名、牙医1名和护士4名。境内共有药房1家。
距离阿图瓦地区欧比尼最近的区域性医疗机构为阿拉斯中心医院（Centre Hospitalier d'Arras），其主病区位于阿拉斯，距离阿图瓦地区欧比尼市区的正常车程大约16分钟，该院是当地规模最大的公立综合性医院。

### 住房
2019年，阿图瓦地区欧比尼境内共有各类住房680套，其中74.1%为独立式居民区，25.6%为集中式居民区。常住房屋占阿图瓦地区欧比尼市镇范围内居民建筑总量的93.2%。
在住房保障政策方面，2021年，阿图瓦地区欧比尼境内共有143户家庭获得了住房经济补助，受益人数占总人口数量的9.7%，其中138份为房租补助。

### 商业
2021年，阿图瓦地区欧比尼境内共有各类实体商铺48家，其中餐厅4家、大型超市2家、杂货店1家、面包房1家、肉铺1家、银行门店3家、美容美发店4家、汽车维修店2家。市中心建有家乐福和Aldi购物商场。

### 体育
2021年，阿图瓦地区欧比尼境内共有2家体育馆。
截至2023年5月，欧比尼-萨维贝尔莱特体育俱乐部（Sporting Club Aubigny Savy Berlette Association，编号582360）是阿图瓦地区欧比尼境内唯一的一家注册足球俱乐部，该足球队成立于2017年，其主队2022至2023赛季参加加来海峡省足球联赛戊组（法国第十三级别），其主场为市政球场（Stade Municipal）。

### 环境
阿图瓦地区欧比尼的环境事务由其所属的阿图瓦乡村市镇公共社区联合各级政府协调负责。2021年，阿图瓦地区欧比尼境内暂无污染企业。

### 治安
2021年，阿图瓦地区欧比尼市镇范围内有1处宪兵队。
阿图瓦地区欧比尼及其附近的共187个市镇是泰努瓦斯河畔圣波勒国家宪兵队的管辖范围。2020年，该宪兵队累计记录各类案件1,988起，其中盗窃类案件828起，经济类案件259起，毒品交易类案件182起。

## 文化

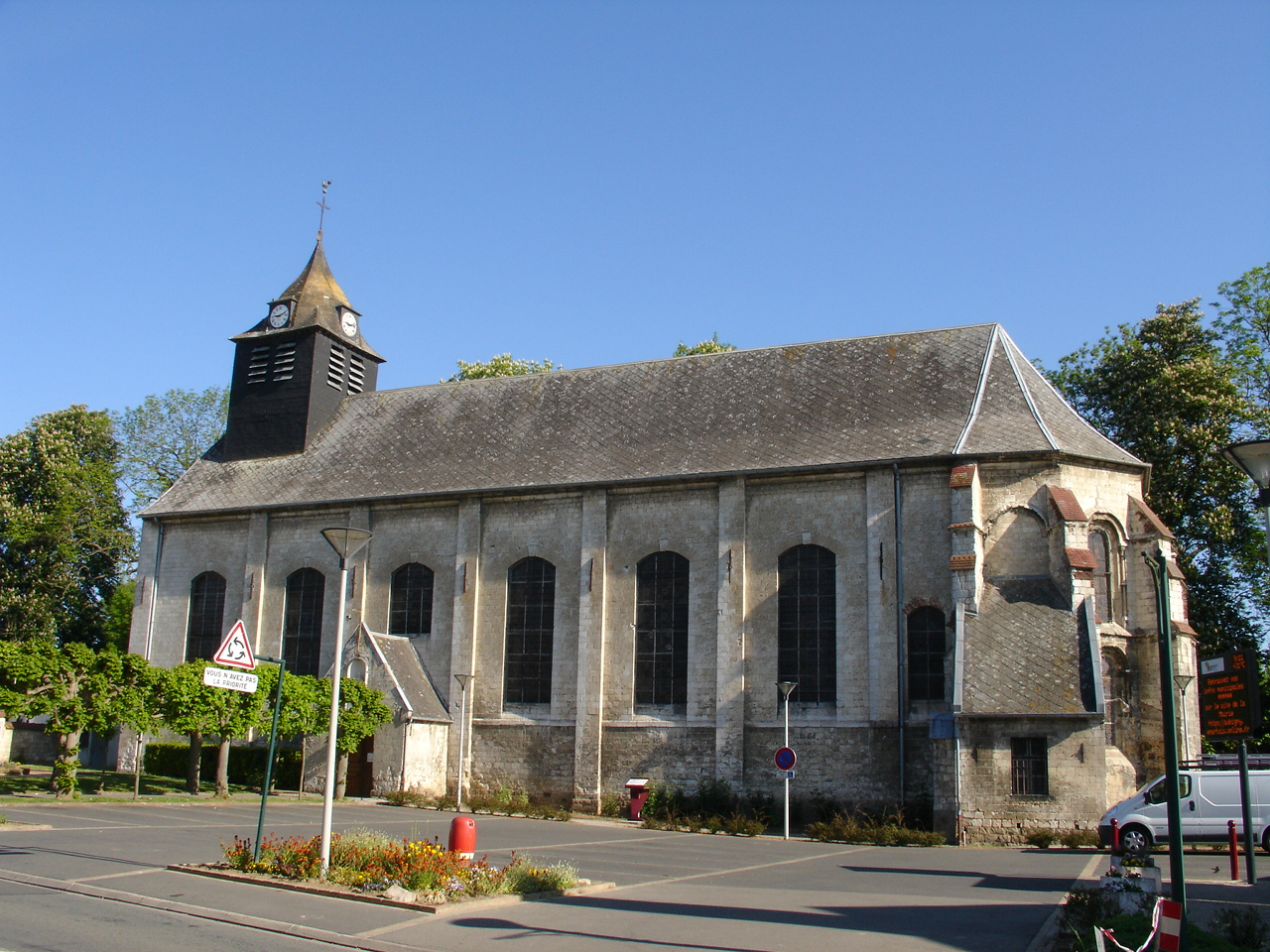
圣基利安教堂

2021年，阿图瓦地区欧比尼境内暂无任何文化设施。阿图瓦地区欧比尼境内建有弗朗索瓦·密特朗市政多媒体中心（Médiathèque municipale François-Mitterrand），每周一至四向公众开放。

### 建筑
阿图瓦地区欧比尼境内有多处历史建筑，其中圣基利安教堂（Église Saint-Kilien d'Aubigny-en-Artois）是当地的地标性建筑物。

### 旅游
阿图瓦地区欧比尼的旅游事务由其所属的阿图瓦乡村市镇公共社区负责。2022年，阿图瓦地区欧比尼境内暂无任何游客接待设施。

### 媒体
法国主要的媒体均可在阿图瓦地区欧比尼接收，法国电视三台下属的上法兰西大区频道在部分时段播出阿图瓦地区欧比尼所在加来海峡省的地方新闻。《北部之声报》、蓝色法兰西北方广播、Wéo电视台等是当地主要的地方性媒体。

## 友好城市
截至2023年5月，阿图瓦地区欧比尼暂未建立任何友好城市关系。